# 브룩 번스
브룩 번스(Brooke Burns, 1978년 3월 16일 ~ )는 미국의 배우이다.

## 출연 작품
- 뜻밖의 우정 (2014)
- 보더라인 머더 (2011)
- 타이타닉 2 (2010)
- 미스트리스 (2009)
- 트라이얼 바이 파이어 (2008)
- 홀 인 더 월 (2008)
- 아트 오브 트래블 (2008)
- 미스 가이디드 (2008)
- 페퍼 데니스 (2006)
- 살롱 (2005)
- 위험한 독신녀 2 (2005)
- 노스 쇼어 하와이 (2004)
- 지미 키멜 라이브! (2003)
- 카슨 데일리 쇼 (2002)
- 내겐 너무 가벼운 그녀 (2001)
- 더 레이트 레이트 쇼 위드 크레이그 킬본 (1999)
- SOS 해상 구조대 (1989)